# Маццоли, Джузеппе
Джузеппе Маццоли (итал. Giuseppe Mazzoli; 22 ноября 1886, Фабриано, королевство Италия — 8 декабря 1945, София, Третье Болгарское царство) — итальянский прелат и ватиканский дипломат. Титулярный архиепископ Гермы в Геллеспонте с 15 декабря 1934 по 8 декабря 1945. Апостольский делегат в Болгарии с 15 декабря 1934 по 8 декабря 1945.